# مركبة خيل

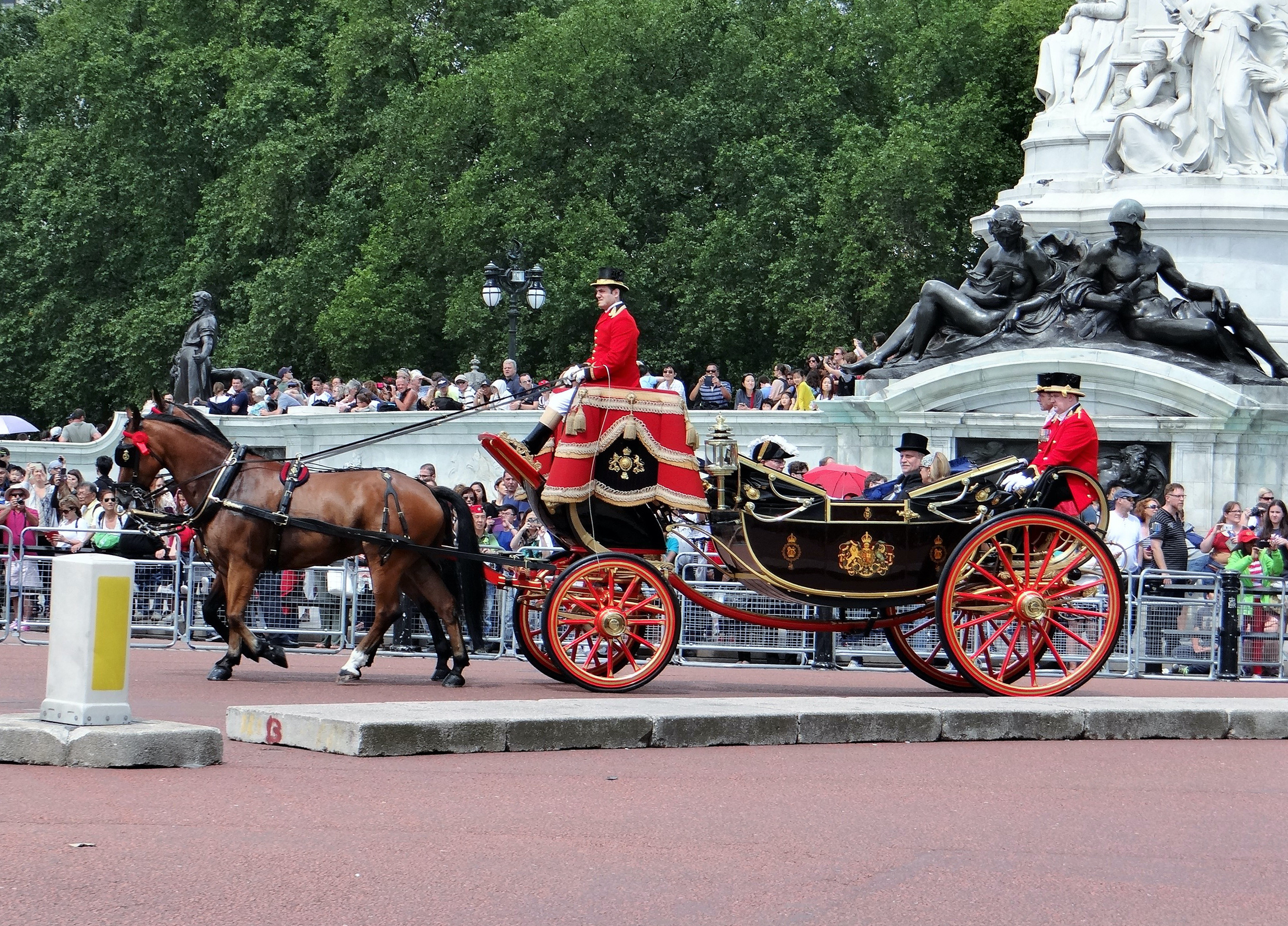
مركبة خيل في لندن

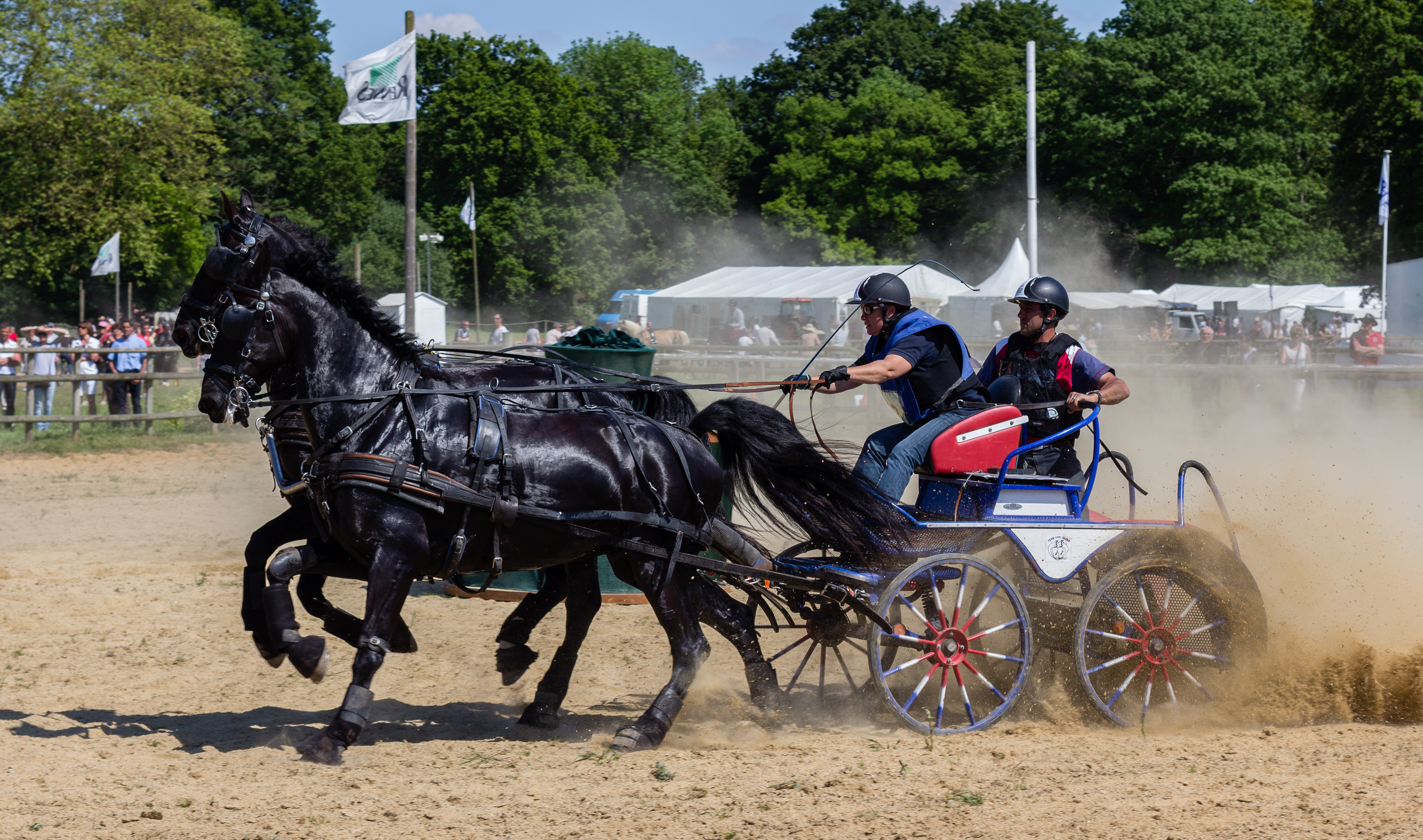
القيادة التنافسية في رين، فرنسا

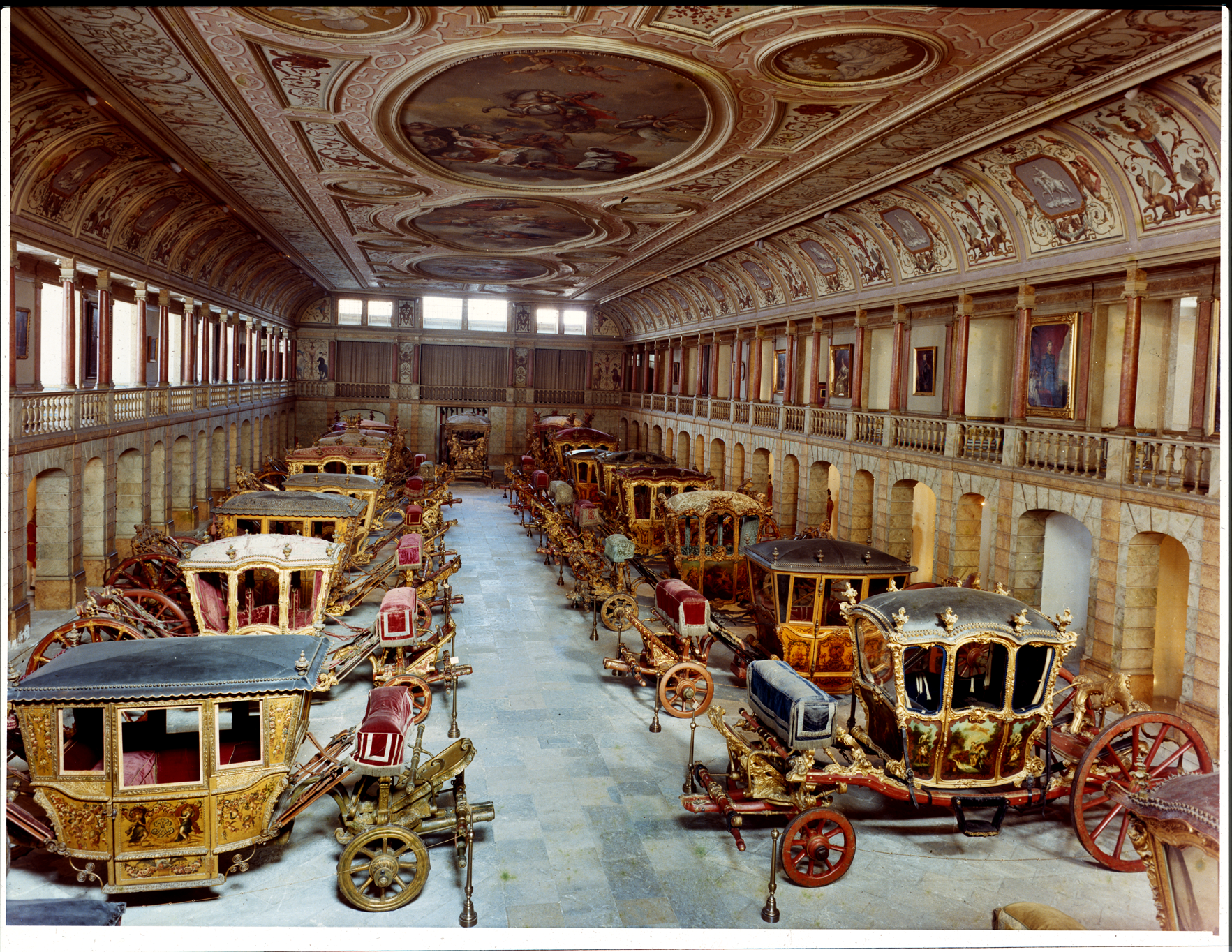
متحف الكوشيات الوطني في لشبونة، البرتغال

مركبة الخيل هي مركبة خاصة ذات أربع عجلات للأشخاص يجرها الخيل. وكانت مركبات الخيل الخاصة المستعملة من وسائل النقل العام الشائعة، وهي تعادل السيارات الحديثة المستخدمة كسيارات أجرة. تُعلَّق مركبات الخيل بواسطة أشرطة جلدية أو نوابض فولاذية على تلك المصنوعة في القرون الأخيرة. مركبات الخيل ذات العجلتين هي عربات غير رسمية وعادة ما يقودها المالك.
الكوشيات [الإنجليزية] هي فئة خاصة من مركبات الخيل. إنها عربات ذات أربعة أعمدة زاوية وسقف ثابت. كانت العجلات الحربية ذات الدولابين ومركبات النقل مثل عربات نقل الأغراض ذات الأربع عجلات والكارّات (جمع كارّة، Carts) ذات العجلتين من رواد العربات.
في القرن الحادي والعشرين، اُستخدمت مركبات الخيل أحيانًا في المسيرات العامة من قبل الملوك وفي الاحتفالات الرسمية التقليدية. صُنعت نسخ حديثة مبسطة للنقل السياحي في البلدان الدافئة وللمدن التي يتوقع السائحون توفير مركبات خيل مفتوحة. لا تزال النسخ الرياضية المعدنية البسيطة تُصنع للرياضة المعروفة يالقيادة التنافسية.